# Magdalenska gora
Magdalenska gora je eno najpomembnejših arheoloških železnodobnih najdišč v Sloveniji, ki leži na 504 mnm visoki vzpetini severovzhodno od naselja Šmarje - Sap.
Okoli podružnične cerkve sv. Magdalene so konec 19. stoletja pri arheoloških delih odkrili pomembne ostanke naselja iz železne dobe. Sestavlja ga utrjen zgornji del akropole, v katero vodijo na jugovzhodu dobro ohranjena vrata, ter večji in slabše utrjen spodni del, ki leži na položnem hrbtu, ki pada proti Hrastju. Magdalenska gora tudi po velikosti sodi med največja železnodobna naselja v Sloveniji. Okoli naselja je več gomil, od tega večja skupina severozahodno od naselja v gozdu, ter posamezne gomile ob cesti, ki vodi iz Šmarja-Sap proti Hrastju pri Grosupljem.
Zgodovina arheoloških raziskovanj Magdalenske gore je razdeljena na tri obdobja. V prvem (1881-1883) je raziskoval kustos kranjskega Deželnega muzeja D. Dežman, ki je izkopal 4 gomile, v drugem (1892-1895) je J. Pečnik odkopal 8 gomil in v tretjem (1905-1913) je vojvodinja M. Mekklenburg izkopala 10 gomil; nato se ni več izkopavalo. Po poročilih je bilo izkopanih 22 gomil z več kot 1000 grobovi. Gomile so družinsko-rodovnega tipa s številnimi pokopi, med njimi so gomile velikanke z več ko 100 grobovi. V sami naselbini ni bilo izkopavanj, le leta 1892 je J. Pečnik naredil manjšo sondažo.
Magdalenska gora je bila neprekinjeno poseljena od starejše železne dobe do rimskega obdobja. Največji del izkopanin sodi v starejšo železno (halštatsko) obdobje. V tem obdobju je Magdalenska gora doživela tudi največji razcvet. Slabše je izpričana mlajša železna (latenska) doba, posamezne najdbe pa so iz rimske dobe.